# Primer ciclo de cantatas de Johann Sebastian Bach

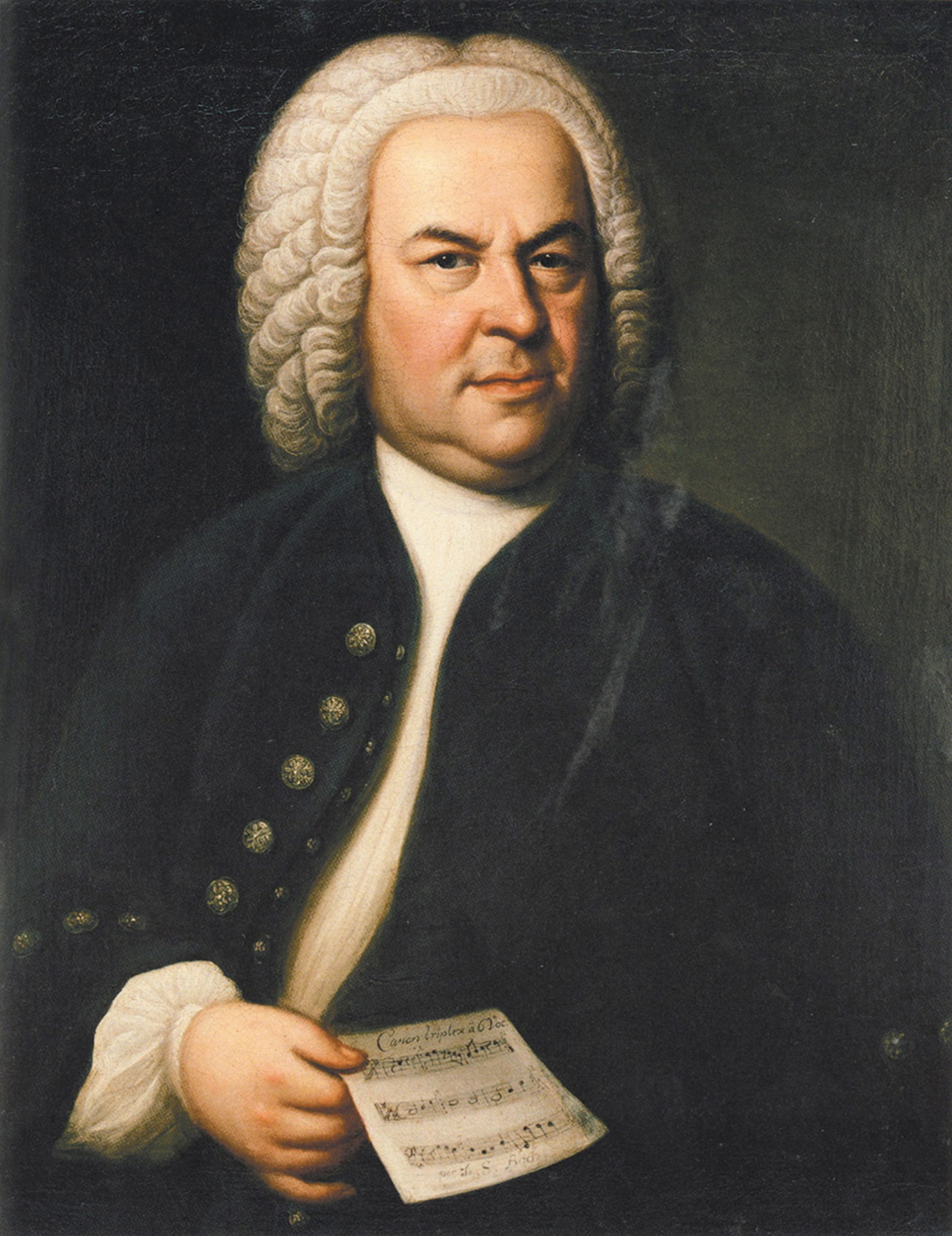
Johann Sebastian Bach, compositor de las cantatas.

El primer ciclo de cantatas de Johann Sebastian Bach se refiere a las cantatas de iglesia que compuso para las algo menos de sesenta eventos del año litúrgico de su primer año como Thomaskantor en Leipzig que requirieron música concertada. Ese año se extendió desde el primer domingo después de la Trinidad en 1723 hasta el domingo de la Trinidad del año siguiente.

## Lista de cantatas
1. Trinidad I, 30 de mayo de 1723: Die Elenden sollen essen, BWV 75
2. Trinidad II, 6 de junio de 1723: Die Himmel erzählen die Ehre Gottes, BWV 76
3. Trinidad III, 13 de junio de 1723: cantata de Weimar Ich hatte viel Bekümmernis, BWV 21 nueva puesta en escena (tercera versión en do menor)
4. Trinidad IV, 20 de junio de 1723: Ein ungefärbt Gemüte, BWV 24 y cantata de Weimar Barmherziges Herze der ewigen Liebe, BWV 185 nueva puesta en escena
5. Natividad de San Juan Bautista, 24 de junio de 1723: Ihr Menschen, rühmet Gottes Liebe, BWV 167
6. Trinidad V, 27 de junio de 1723: cantata perdida
7. Visitación, 2 de julio de 1723:  Herz und Mund und Tat und Leben, BWV 147 (adaptación de BWV 147a, una cantata de Weimar para Adviento IV) y posiblemente Magníficat en mi bemol mayor, BWV 243a (primera versión sin interpolaciones de Navidad)
8. Trinidad VI, 4 de julio de 1723: cantata perdida
9. Trinidad VII, 11 de julio de 1723: Ärgre dich, o Seele, nicht, BWV 186 (adaptada de BWV 186a, una cantata de Weimar para Adviento III)
10. Trinidad VIII, 18 de julio de 1723: Erforsche mich, Gott, und erfahre mein Herz, BWV 136
11. Trinidad IX, 25 de julio de 1723: Herr, gehe nicht ins Gericht mit deinem Knecht, BWV 105
12. Trinidad X, 1 de agosto de 1723: Schauet doch und sehet, ob irgend ein Schmerz sei, BWV 46
13. Trinidad XI, 8 de agosto de 1723: Siehe zu, daß deine Gottesfurcht nicht Heuchelei sei, BWV 179 y cantata de Weimar Mein Herze schwimmt im Blut, BWV 199 nueva puesta en escena (versión de Leipzig en re menor)
14. Trinidad XII, 15 de agosto de 1723: Lobe den Herrn, meine Seele, BWV 69a
15. Trinidad XIII, 22 de agosto de 1723: Du sollt Gott, deinen Herren, lieben, BWV 77
16. Trinidad XIV, 29 de agosto de 1723: Es ist nichts Gesundes an meinem Leibe, BWV 25
17. (30 de agosto de 1723, Ratswechsel: no es parte del año litúrgico, véase abajo)
18. Trinidad XV, 5 de septiembre de 1723: Warum betrübst du dich, mein Herz, BWV 138
19. Trinidad XVI, 12 de septiembre de 1723: Christus, der ist mein Leben, BWV 95
20. Trinidad XVII, 19 de septiembre de 1723: Bringet dem Herrn Ehre seines Namens, BWV 148
21. Trinidad XVIII, 26 de septiembre de 1723: cantata perdida
22. Día de San Miguel, 29 de septiembre de 1723: cantata perdida
23. Trinidad XIX, 3 de octubre de 1723: Ich elender Mensch, wer wird mich erlösen, BWV BWV 48
24. Trinidad XX, 10 de octubre de 1723: cantata de Weimar Ach! ich sehe, itzt, da ich zur Hochzeit gehe, BWV 162 nueva puesta en escena
25. Trinidad XXI, 17 de octubre de 1723: Ich glaube, lieber Herr, hilf meinem Unglauben, BWV 109
26. Trinidad XXII, 24 de octubre de 1723: Was soll ich aus dir machen, Ephraim, BWV 89
27. Día de la Reforma, 31 de octubre de 1723 (coincidiendo con Trinidad XXIII): posiblemente cantata de Weimar Nur jedem das Seine, BWV 163 nueva puesta en escena; ¿alternativamente, una primera versión de BWV 80/80b?
28. Trinidad XXIV, 7 de noviembre de 1723: O Ewigkeit, du Donnerwort, BWV 60
29. Trinidad XXV, 14 de noviembre de 1723: Es reißet euch ein schrecklich Ende, BWV 90
30. Trinidad XXVI, 21 de noviembre de 1723: Wachet! betet! betet! wachet! BWV 70 (adaptado de una cantata de Weimar para Adviento II)
31. Adviento I, 28 de noviembre de 1723: cantata de Weimar Nun komm, der Heiden Heiland, BWV 61 nueva puesta en escena
32. Navidad, 25 de diciembre de 1723: cantata de Weimar Christen, ätzet diesen Tag, BWV 63 nueva puesta en escena; también Magníficat en mi bemol mayor, BWV 243a (incluyendo interpolaciones de Navidad) y Sanctus en re mayor, BWV 238
33. Segundo día de Navidad, 26 de diciembre de 1723: Darzu ist erschienen der Sohn Gottes, BWV 40
34. Tercer día de Navidad, 27 de diciembre de 1723: Sehet, welch eine Liebe hat uns der Vater erzeiget, BWV 64
35. Año Nuevo, 1 de enero de 1724: Singet dem Herrn ein neues Lied, BWV 190 (parte instrumental perdida)
36. Domingo después de Año Nuevo, 2 de enero de 1724: Schau, lieber Gott, wie meine Feind, BWV 153
37. Epifanía, 6 de enero de 1724: Sie werden aus Saba alle kommen, BWV 65
38. Epifanía I, 9 de enero de 1724: Mein liebster Jesus ist verloren, BWV 154
39. Epifanía II, 16 de enero de 1724: cantata de Weimar Mein Gott, wie lang, ach lange? BWV 155 nueva puesta en escena
40. Epifanía III, 23 de enero de 1724: Herr, wie du willt, so schicks mit mir, BWV 73
41. Epifanía IV, 30 de enero de 1724: Jesus schläft, was soll ich hoffen? BWV 81
42. Purificación, 2 de febrero de 1724: Erfreute Zeit im neuen Bunde, BWV 83
43. Septuagésima, 6 de febrero de 1724: Nimm, was dein ist, und gehe hin, BWV 144
44. Sexagésima, 13 de febrero de 1724: Leichtgesinnte Flattergeister, BWV 181 y cantata de Weimar Gleichwie der Regen und Schnee vom Himmel fällt, BWV 18 nueva puesta en escena en su primera versión de Leipzig (la menor, Kammerton)
45. Estomihi, 7 de febrero de 1723 (audición de Leipzig para el puesto de Thomaskantor) y 20 de febrero de 1724 (primer ciclo): Jesus nahm zu sich die Zwölfe, BWV 22 y Du wahrer Gott und Davids Sohn, BWV 23 nueva puesta en escena en su primera versión de Leipzig (si menor, cuatro movimientos)
46. Anunciación y Domingo de Ramos 25 de marzo de 1724: Siehe eine Jungfrau ist schwanger, BWV 1135 (previamente BWV Anh. 199; música perdida)[2] y cantata de Weimar Himmelskönig, sei willkommen, BWV 182 nueva puesta en escena.[3]
47. (Viernes Santo, 7 de abril de 1724: Pasión según San Juan, BWV 245, primera versión — Pasión, no considerada como una cantata parte del ciclo)
48. Pascua, 9 de abril de 1724: Una de las primeras cantatas Christ lag in Todes Banden, BWV 4 nueva puesta en escena (versión de Leipzig); cantata de Weimar Der Himmel lacht! Die Erde jubilieret, BWV 31 nueva puesta en escena (versión de Leipzig)
49. Lunes de Pascua, 10 de abril de 1724: Erfreut euch, ihr Herzen, BWV 66
50. Martes de Pascua, 11 de abril de 1724: Ein Herz, das seinen Jesum lebend weiß, BWV 134
51. Cuasimodo, 16 de abril de 1724: Halt im Gedächtnis Jesum Christ, BWV 67
52. Misericordias Domini, 23 de abril de 1724: Du Hirte Israel, höre, BWV 104
53. Jubilate, 30 de abril de 1724: cantata de Weimar Weinen, Klagen, Sorgen, Zagen, BWV 12 nueva puesta en escena en una versión con una instrumentación ligeramente modificada
54. Cantate, 7 de mayo de 1724: Wo gehest du hin? BWV 166
55. Rogate, 14 de mayo de 1724: Wahrlich, wahrlich, ich sage euch, BWV BWV 86
56. Ascensión, 18 de mayo de 1724: Wer da gläubet und getauft wird, BWV 37
57. Exaudi, 21 de mayo de 1724: Sie werden euch in den Bann tun, BWV 44
58. Pentecostés, 28 de mayo de 1724: Wer mich liebet, der wird mein Wort halten, BWV 59 y cantata de Weimar Erschallet, ihr Lieder, erklinget, ihr Saiten! BWV 172 nueva puesta en escena en su primera versión de Leipzig (re mayor)
59. Lunes de Pentecostés, 29 de mayo de 1724: cantata perdida[4]
60. Martes de Pentecostés, 30 de mayo de 1724: Erwünschtes Freudenlicht, BWV 184
61. Trinidad, 4 de junio de 1724: Höchsterwünschtes Freudenfest, BWV 194, originalmente una cantata de consagración (2 de noviembre de 1723), nueva puesta en escena en su primera versión de Leipzig

No parte del año litúrgico:
1. Nuevo ayuntamiento (Ratswechsel), 30 de agosto de 1723: Preise, Jerusalem, den Herrn, BWV 119